# ダニーロ・バルボーザ・ダ・シウヴァ
ダニーロ（Danilo）ことダニーロ・バルボサ・ダ・シウヴァ（ポルトガル語: Danilo Barbosa da Silva、1996年2月28日 - ）は、ブラジルのサッカー選手。ボタフォゴFR所属。ポジションはミッドフィールダー。

## クラブ歴

### ヴァスコ・ダ・ガマ
2011年にECヴィトーリアからCRヴァスコ・ダ・ガマの下部組織に移った。2013年9月26日に、まだトップチームでデビューしていないにも関わらず、ゲスチフテ社に450万ユーロで買われ、2014年7月以降SCブラガに所属する事となった。2014年1月にトップチームに昇格し、2月2日のカンピオナート・カリオカでエジミウソンと後半に交代しての途中出場をしトップチーム初出場。4月19日にはカンピオナート・ブラジレイロ・セリエBでの初出場をスターティングメンバーで迎えた。

### ブラガ
2014年7月3日に取り決め通りにブラガに移籍。9月20日にスターティングイレブンに名を連ねて初出場、フル出場を果たした。10月26日にはイエローカード2枚で初退場となってしまった。2015年1月3日にプロ初得点をあげた。その後同月18日も得点をあげた。その不動のスターティングメンバーである彼の活躍は他のクラブからも注目を浴びるようになり、7月15日には買い取りオプションつきの1年の期限付き移籍でプリメーラ・ディビシオンのバレンシアCFに期限付き移籍となった。8月22日に行われた第1節で早速初出場を果たした。翌2016年7月28日には、プリメイラ・リーガ前年王者のSLベンフィカに1シーズンの期限付き移籍で加入。スーペルタッサ・カンディド・デ・オリベイラには登録が間に合わずに出場できなかったので、初出場は10月14日になった。ベンフィカでの出場機会は少なく、僅かに5試合、そのうちスターティングメンバーはタッサ・デ・ポルトガルの2試合のみであった。そのためこの期限付き移籍は中途で破棄され、シーズンの残りをスタンダール・リエージュでの期限付き移籍で過ごす事となった。2017-18シーズンに2シーズンぶりにブラガに復帰した。

### ニース
2017–18シーズンでは、2シーズンのレンタル移籍を経て、ダニーロはブラガに復帰した 彼はプリメイラ・リーガでチームが4位でフィニッシュするのに貢献した後、2018年6月10日にフランスのクラブ、OGCニースと契約した。

### ボタフォゴ
2022年8月12日、ボタフォゴFRに移籍した。

## 代表歴
ブラジルのアンダー年代代表ではU-15からの各年代に選出されている。U-15では2011 南米U-15選手権に、U-17では2013 FIFA U-17ワールドカップに、U-20では2015 FIFA U-20ワールドカップに出場した。FIFA U-20ワールドカップでは主将を務め、トーナメントの全試合に出場、ハンガリーU-20代表からは得点をし、シルバーボールに輝いた。

## タイトル

### 代表
- トゥーロン国際大会: 2013

### 個人
- FIFA U-20ワールドカップシルバーボール: 2015[28]